# Медаль специальных заслуг (Южный Вьетнам)
Медаль специальных заслуг — военная награда Южного Вьетнама.

## Описание
Медаль была учреждена 15 августа 1950 года.
Медаль специальных заслуг присуждалась военнослужащим и гражданским лицам за выдающиеся подвиги или за выполнение специальных заданий, связанных с риском для жизни, проявившим исключительную стойкость и напор. Награждались и военнослужащие других стран, военных, часто к этой медали представлялись военнослужащие армии США в годы вьетнамской войны. В США медаль специальных заслуг считается эквивалентом бронзовой звезды и носится на мундире после всех американских военных наград.
С падением Сайгона армия Южного Вьетнама прекратила своё существование, а следовательно перестали существовать знаки отличия и награды.